# Corpo da Polícia Militar (Estados Unidos)
O Corpo da Polícia Militar é uma uniformizada corporação no ramo do Exército dos Estados Unidos. As investigações são conduzidas por investigadores da Polícia Militar ou do Exército dos Estados Unidos Comando de Investigação Criminal  os quais se reportam ao Exército dos Estados Unidos Reitor Marechal Geral.